# Simple DirectMedia Layer

Simple DirectMedia Layer

Simple DirectMedia Layer (SDL) är ett fritt, plattformsoberoende multimediabibliotek skrivet i C.
Utvecklat 1998 av Sam Lantinga när han arbetade på Loki Software.

## Språkbindningar
- Ada
- C
- C#
- Eiffel
- Erlang
- Euphoria
- Guile
- Java
- Lisp
- Lua
- ML
- Objective C
- Pascal
- Perl
- PHP
- Pike
- Pliant
- Python
- Ruby

## Galleri

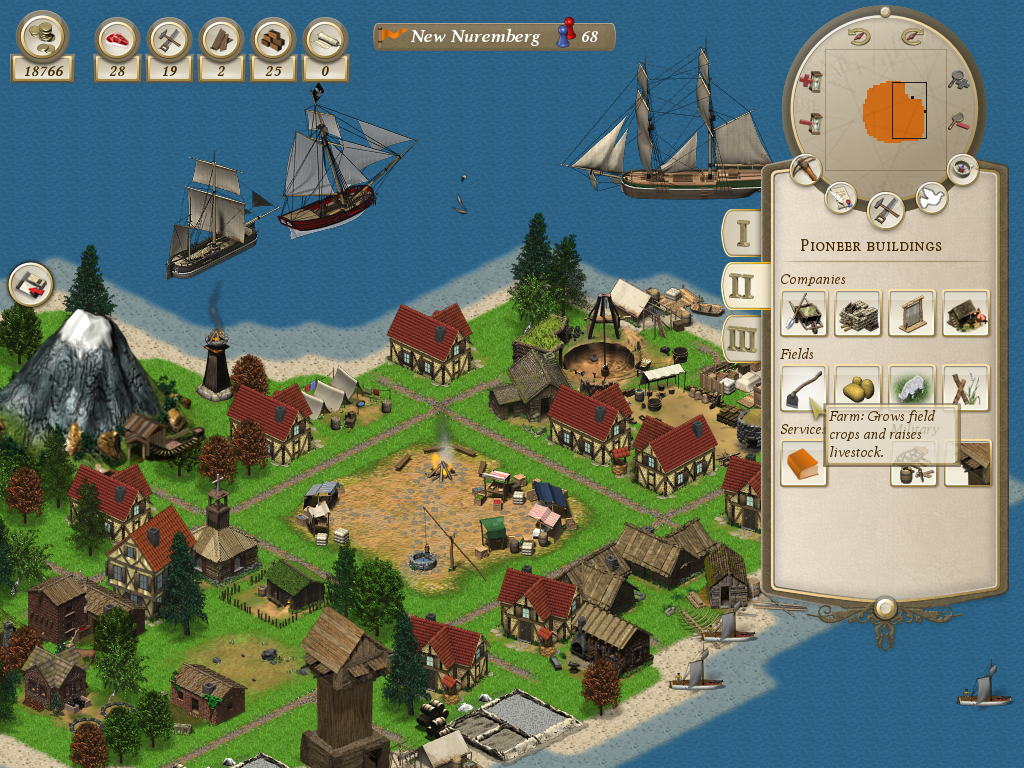
Unknown Horizons
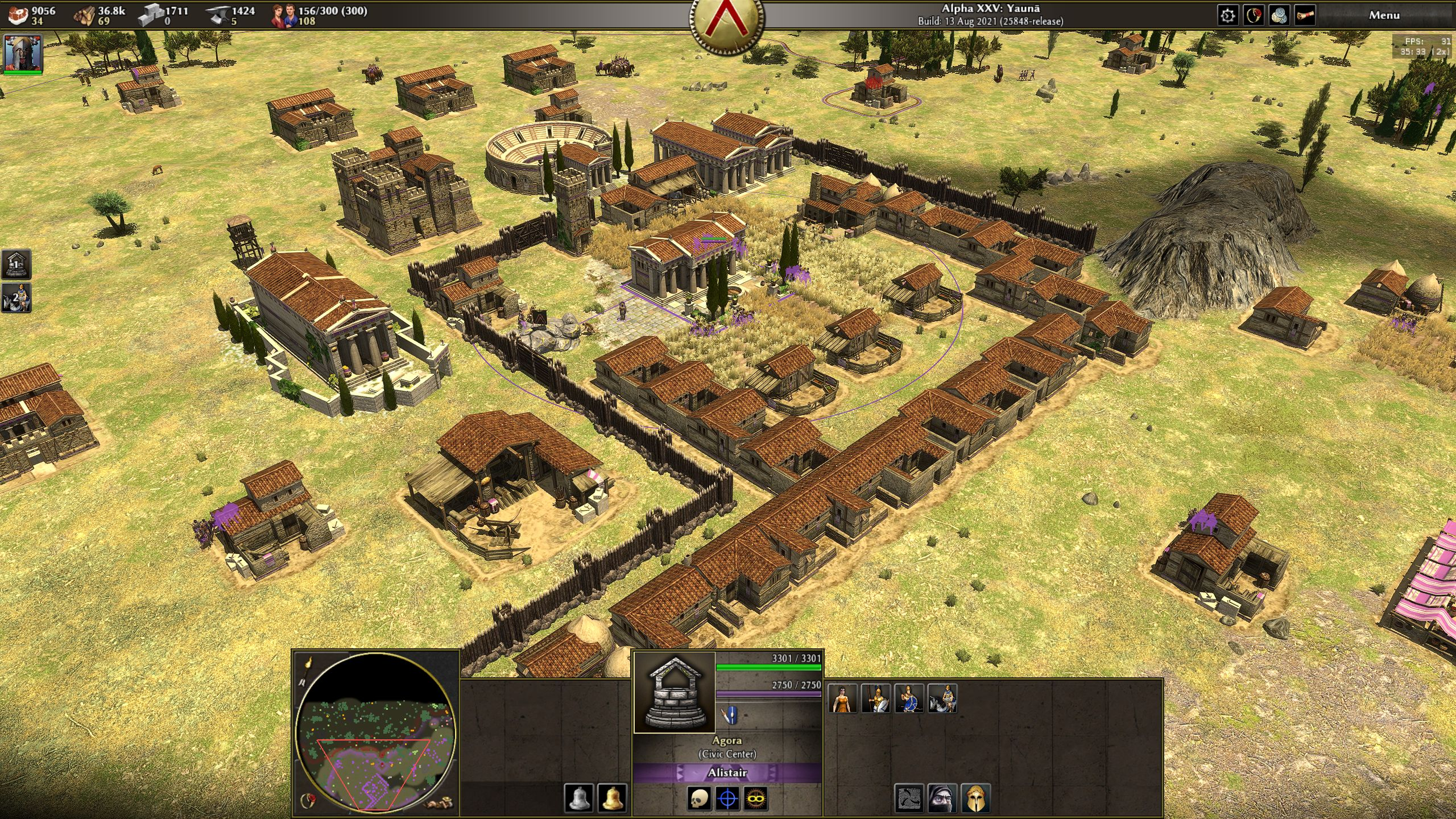
0 A.D.
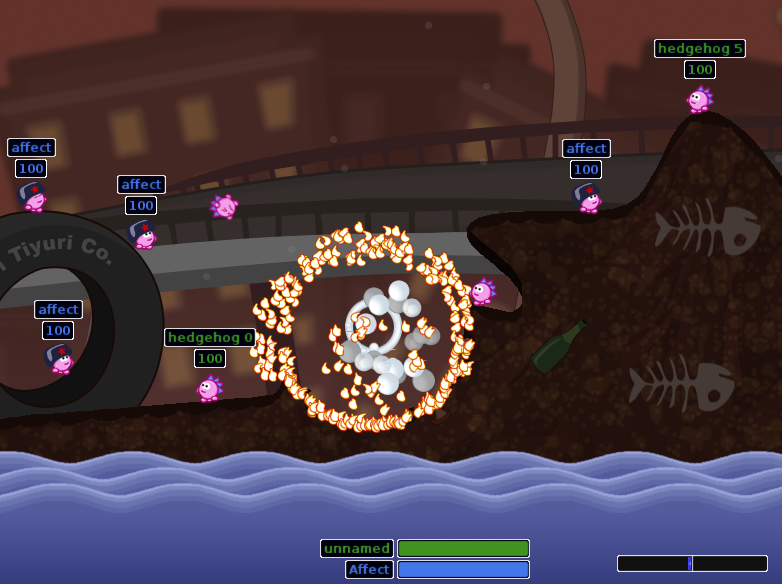
Hedgewars
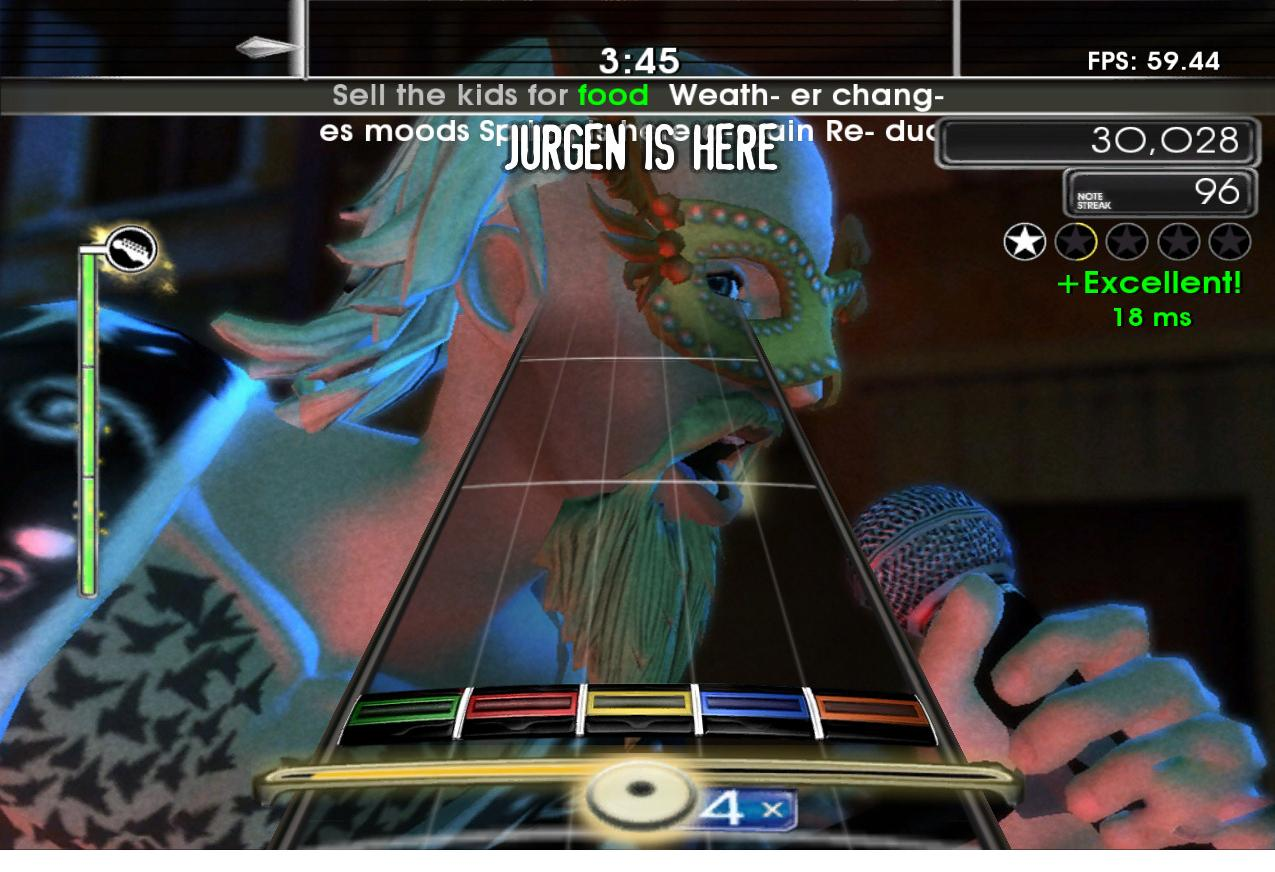
Frets on Fire
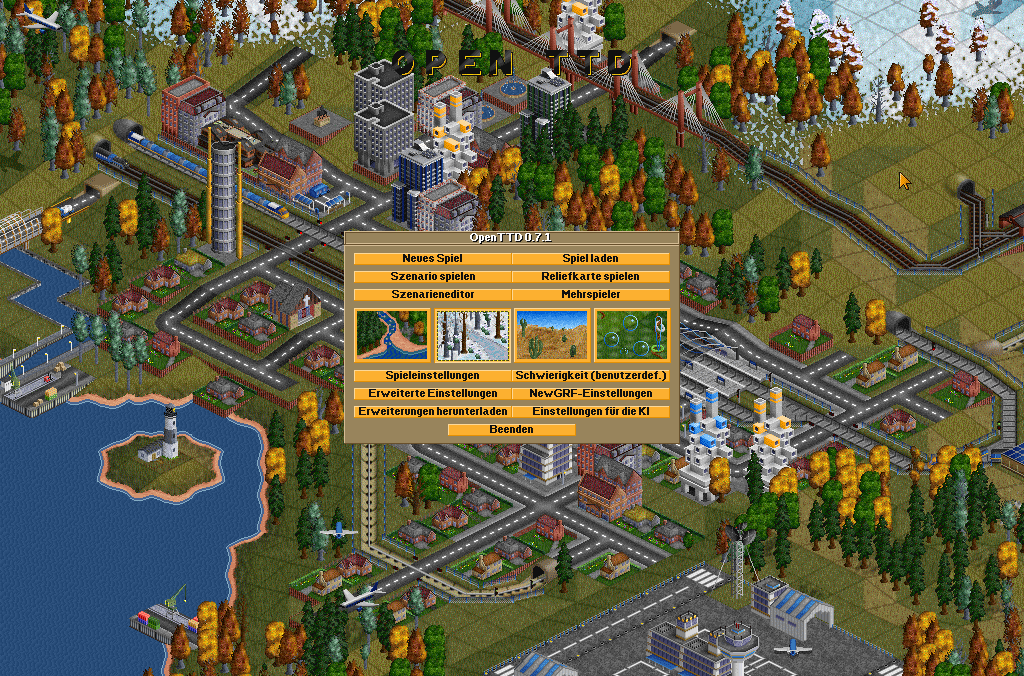
OpenTTD
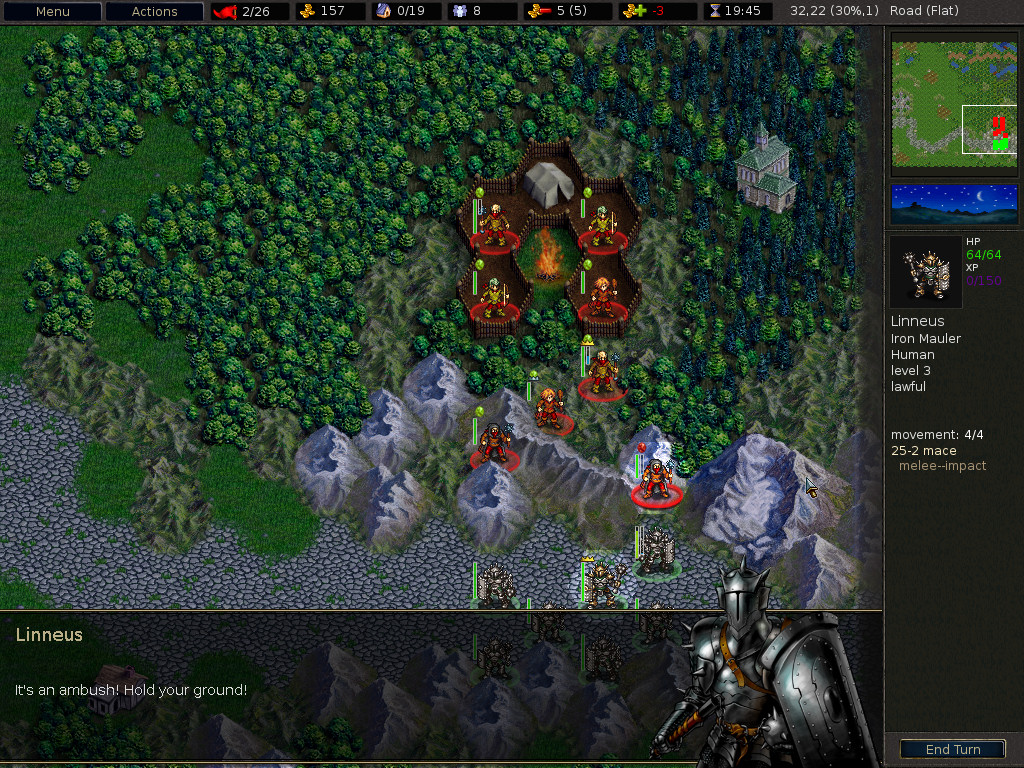
The Battle for Wesnoth
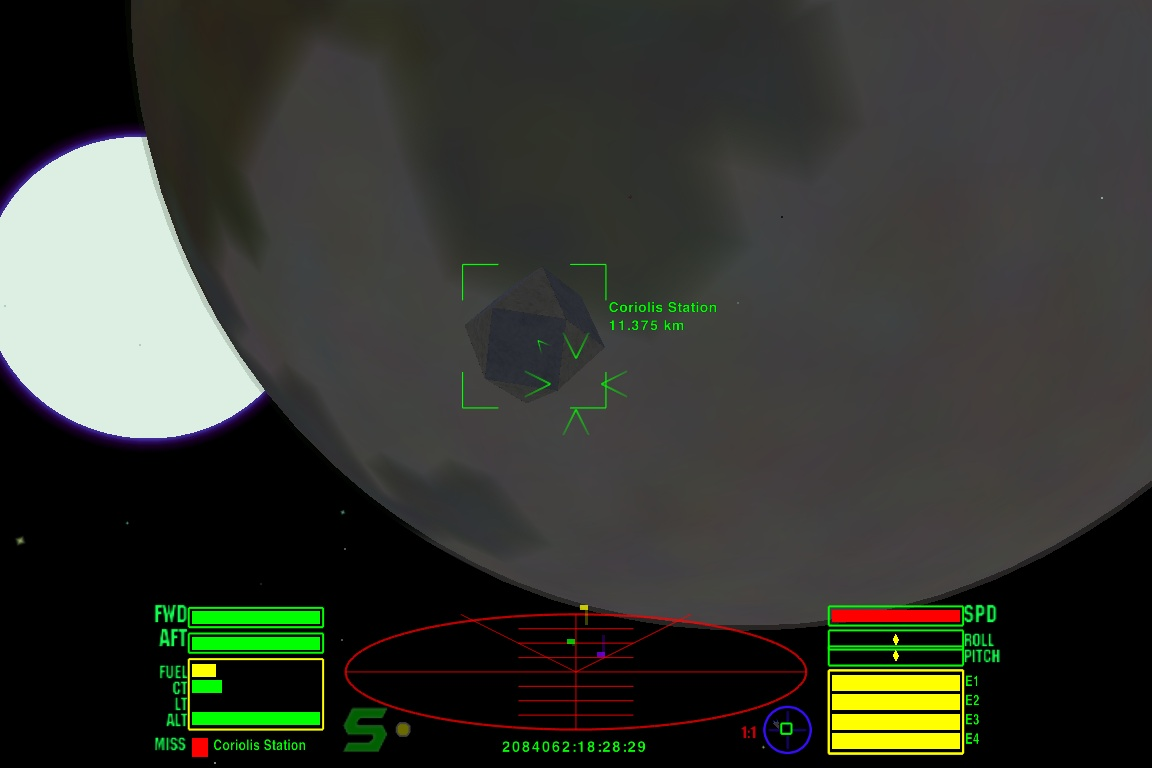
Oolite, en Eliteklon
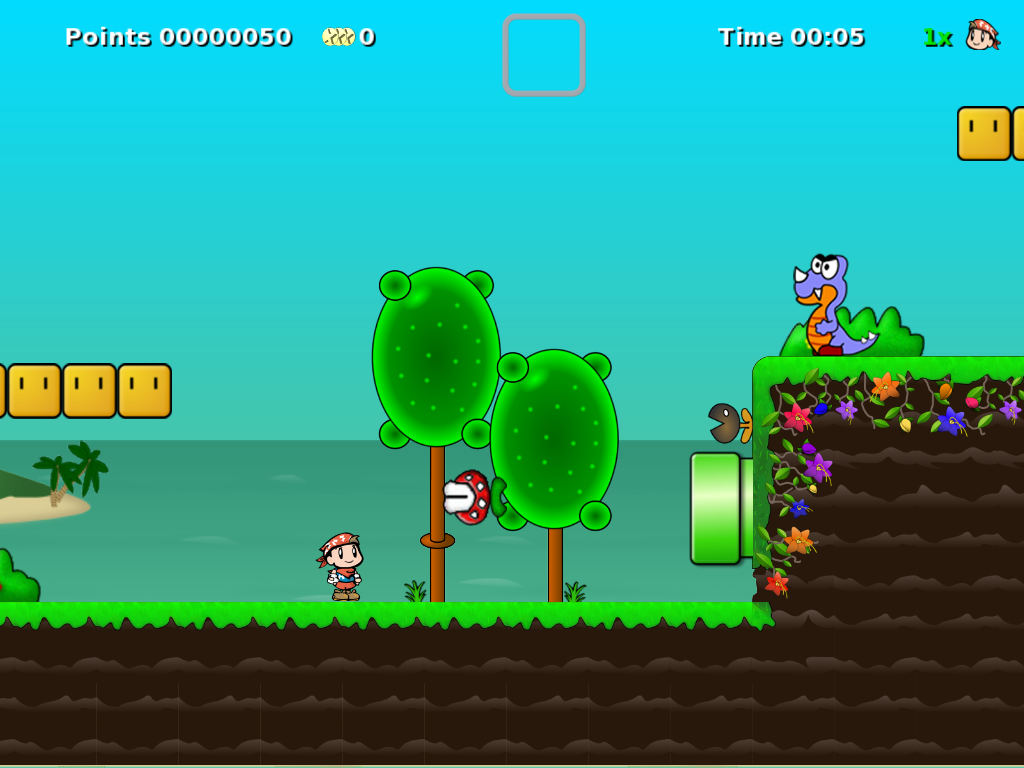
Secret Maryo Chronicles
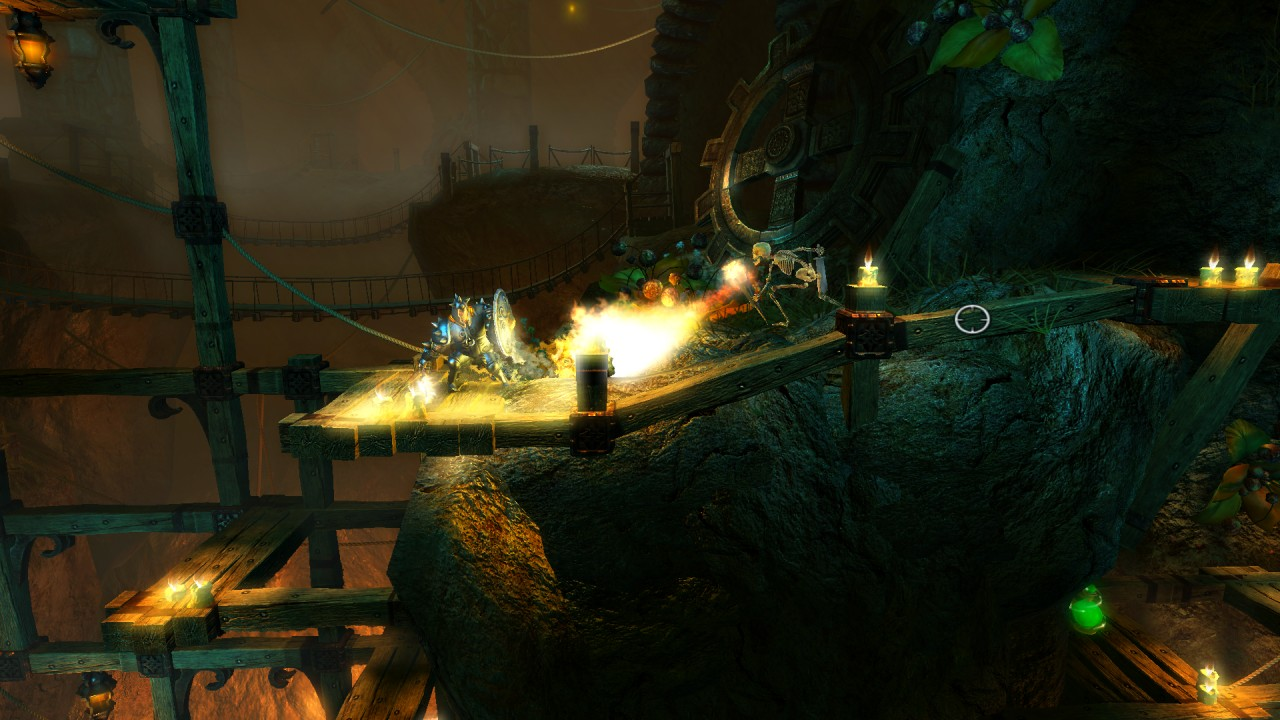
Trine